# 華泰名品城
華泰名品城（英語：GLORIA OUTLETS）位於台灣桃園市中壢區，為台灣最大露天美式購物中心，由國泰人壽與華泰大飯店企業集團合作開發，整體開發為三期。第一期的折扣名品購物城於2015年12月18日開幕營運，引進102個品牌。第二期的折扣名品購物城於2016年12月22日正式開幕，再引進65個品牌。第三期已於2017年8月9日動工，2019年5月8日開幕，引進285品牌，同基地的國泰置地廣場 桃園，內容包括橫濱八景島水族館海外分館Xpark、新光影城、國泰商旅等設施，已於2020年8月7日開幕。設有人行天橋連接高鐵桃園站（含捷運站）與置地廣場 桃園。

## 公司歷史
- 2012年：由國泰人壽標下以42億元標下6.6萬坪桃園高鐵產業專區50年地上權，由華泰大飯店和國泰人壽共同一起開發成華泰名品城[7][8]。
- 2015年12月18日：一期商場開幕
- 2016年12月22日：二期商場開幕
- 2019年5月8日：三期商場開幕（全期開幕）

## 圖片集

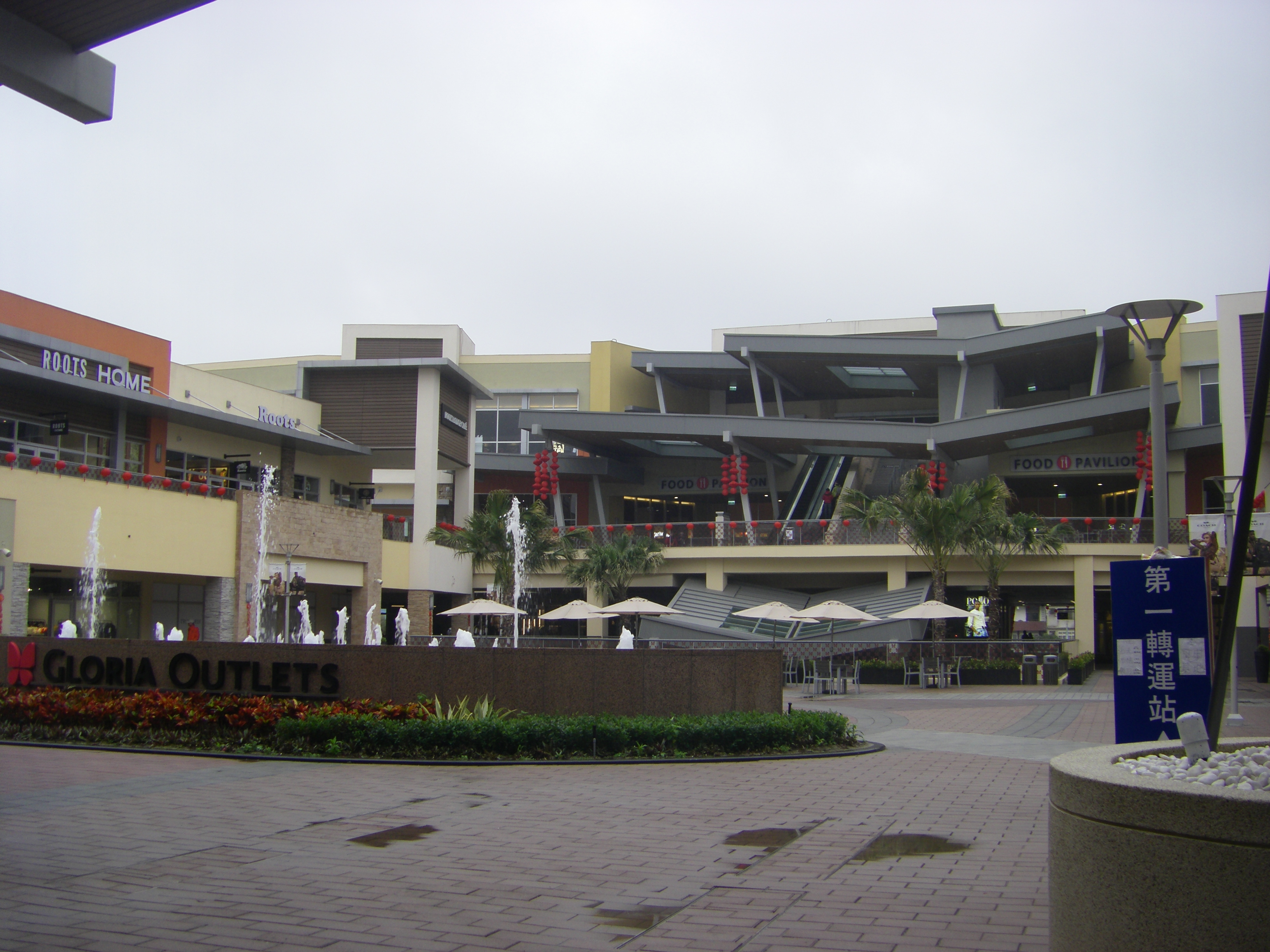
華泰名品城外觀一景
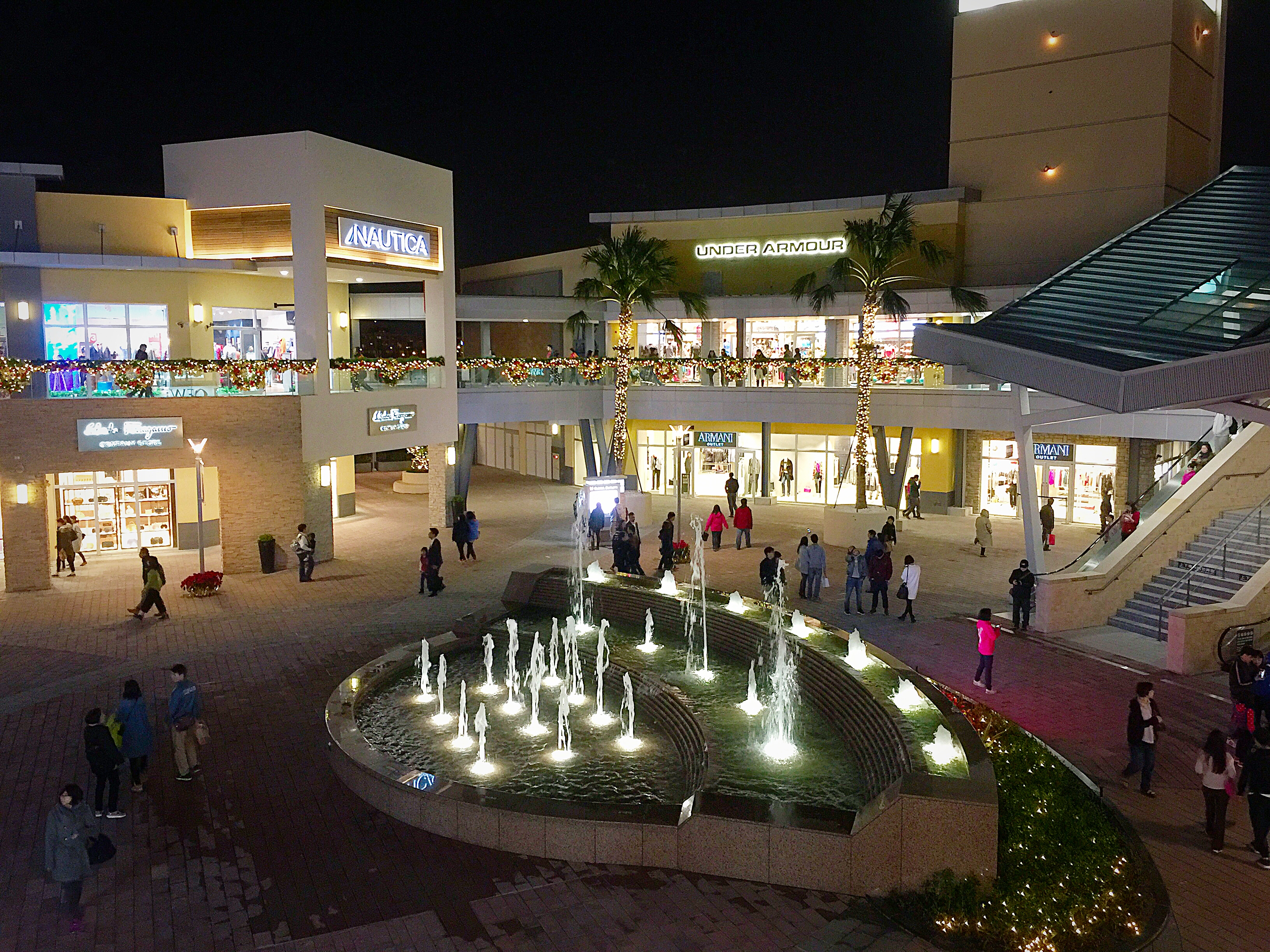
華泰名品城夜景
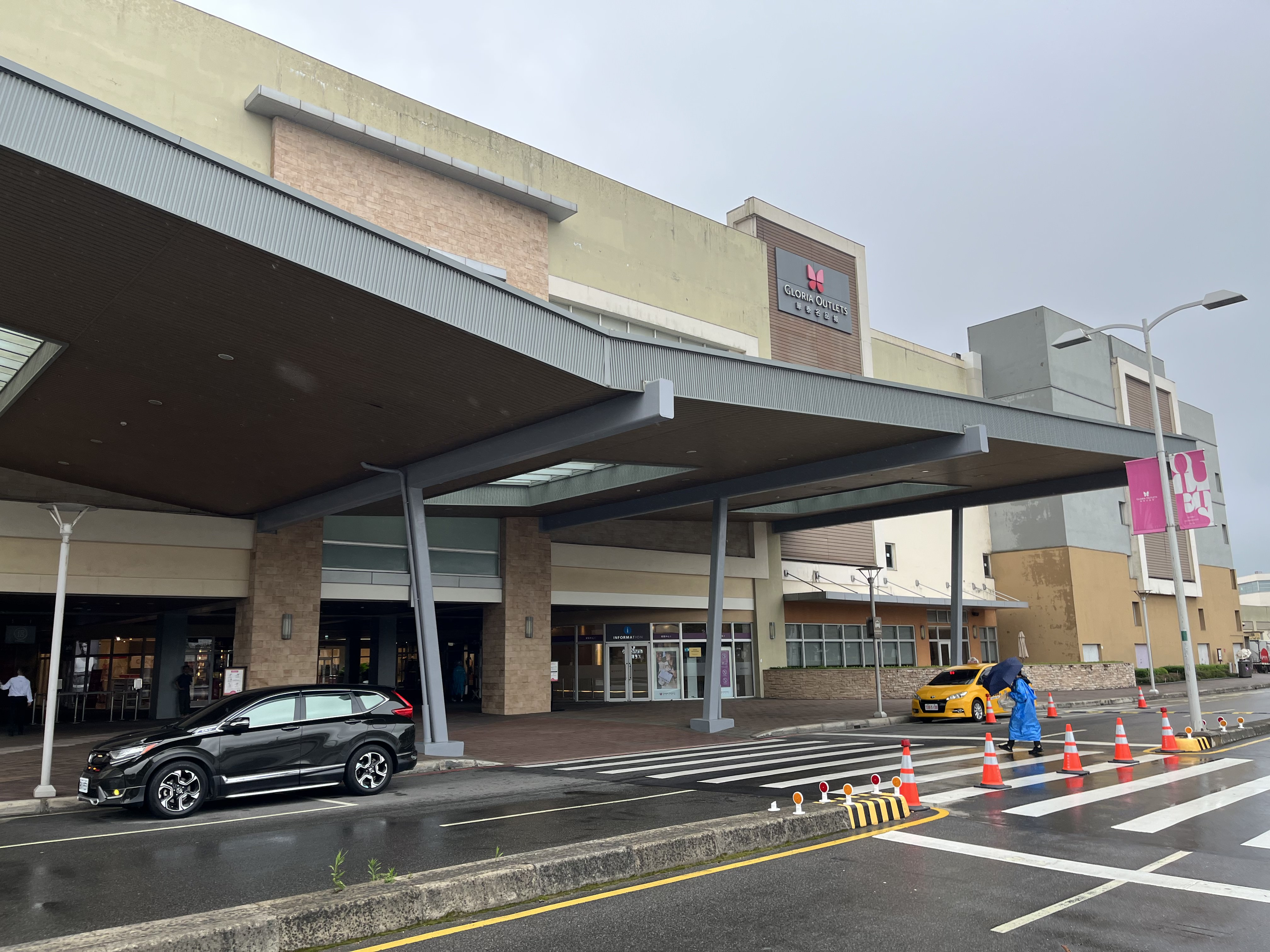
華泰名品城一側入口

## 週邊
- 臺灣高鐵桃園站
- 桃園捷運機場線高鐵桃園站
- 置地廣場 桃園
- 桃園市立美術館（興建中）
  - 桃園市兒童美術館（於2024年4月試營運）
- 桃園國際棒球場

## 未來計劃
- 嘉義華泰名品城

嘉義華泰名品城位於台灣嘉義縣太保市，為華泰名品城第二個據點，整體開發分為三期。第一期預計於2025年動工，2028年正式營運。

## 外部連結
- 華泰名品城官方網站
- 華泰名品城 - 桃園觀光導覽網
- 台灣公司資料
- GLORIA OUTLETS 華泰名品城的Facebook專頁
- GLORIA OUTLETS 華泰名品城的Instagram帳戶
- （繁體中文）YouTube上的GLORIA OUTLETS 華泰名品城頻道